# That Ras Club
Il That Ras Club, meglio noto come That Ras, è una società calcistica giordana di Al-Karak.
Fondato nel 1980, disputa le partite interne allo stadio Principe Faisal. Nel 2012-2013 ha vinto il suo primo trofeo, la Coppa di Giordania.

## Palmarès

### Competizioni nazionali
- Coppa di Giordania: 1

2012-2013

### Altri piazzamenti
- Coppa di Giordania:

Finalista: 2014-2015
- Supercoppa di Giordania:

Finalista: 2013